# Síndrome compartimental
El síndrome compartimental es una afección en la que el aumento de la presión dentro de uno de los compartimentos anatómicos del cuerpo provoca un suministro insuficiente de sangre al tejido dentro de ese espacio Hay dos tipos principales: agudo y crónico Los compartimentos de la pierna o el brazo son los más comúnmente afectados.
Los síntomas del síndrome compartimental agudo (SCA) pueden incluir dolor intenso, falta de pulso, disminución de la capacidad de movimiento, entumecimiento o un color pálido de la extremidad afectada. Lo más habitual es que se deba a un traumatismo físico, como una fractura ósea (hasta el 75% de los casos) o una lesión por aplastamiento, pero también puede ser causada por un esfuerzo agudo durante la práctica deportiva. También puede producirse tras el retorno del flujo sanguíneo tras un periodo de poco flujo sanguíneo. El diagnóstico se basa generalmente en los síntomas de la persona y puede apoyarse en la medida de la presión intracompartimental antes, durante y después de la actividad. La presión normal del compartimento debe estar entre 12 y 18 mmHg; cualquier valor superior se considera anormal y necesitaría tratamiento. El tratamiento es mediante cirugía para abrir el compartimento, completada de forma oportuna. Si no se trata en seis horas, puede producirse un daño muscular o nervioso permanente.
En el síndrome compartimental crónico (también conocido como síndrome compartimental crónico de esfuerzo), suele haber dolor con el ejercicio, pero el dolor se disipa una vez que cesa la actividad. Otros síntomas pueden ser el entumecimiento. Los síntomas suelen desaparecer con el reposo. Las actividades más comunes que desencadenan el síndrome compartimental crónico son correr y montar en bicicleta. Por lo general, esta afección no provoca daños permanentes. Otras afecciones que pueden presentarse de forma similar son las fracturas por estrés y la tendinitis. El tratamiento puede incluir fisioterapia o -si no es eficaz- cirugía.
El síndrome compartimental agudo se presenta en aproximadamente el 3% de las personas que tienen una fractura de la parte media del antebrazo. Se desconocen las tasas en otras zonas del cuerpo y en los casos crónicos. La afección se presenta con más frecuencia en los hombres y en las personas menores de 35 años, en consonancia con la ocurrencia de traumatismos. El síndrome compartimental fue descrito por primera vez en 1881 por el cirujano alemán Richard von Volkmann. Si no se trata, el síndrome compartimental agudo puede dar lugar a la contractura de Volkmann.

## Signos y síntomas
El síndrome compartimental suele presentarse a las pocas horas de un suceso desencadenante, pero puede presentarse en cualquier momento hasta 48 horas después. La extremidad afectada por el síndrome compartimental suele estar asociada a una sensación de firmeza a la palpación profunda, y suele describirse como una sensación de tirantez. También puede haber disminución de los pulsos en la extremidad junto con parestesia asociada. Por lo general, el dolor no se puede aliviar con AINE. La amplitud de movimiento puede estar limitada mientras la presión del compartimento sea alta. En el síndrome compartimental agudo, el dolor no se aliviará con el reposo. En el síndrome compartimental crónico por esfuerzo, el dolor se disipará con el reposo.

### Agudo

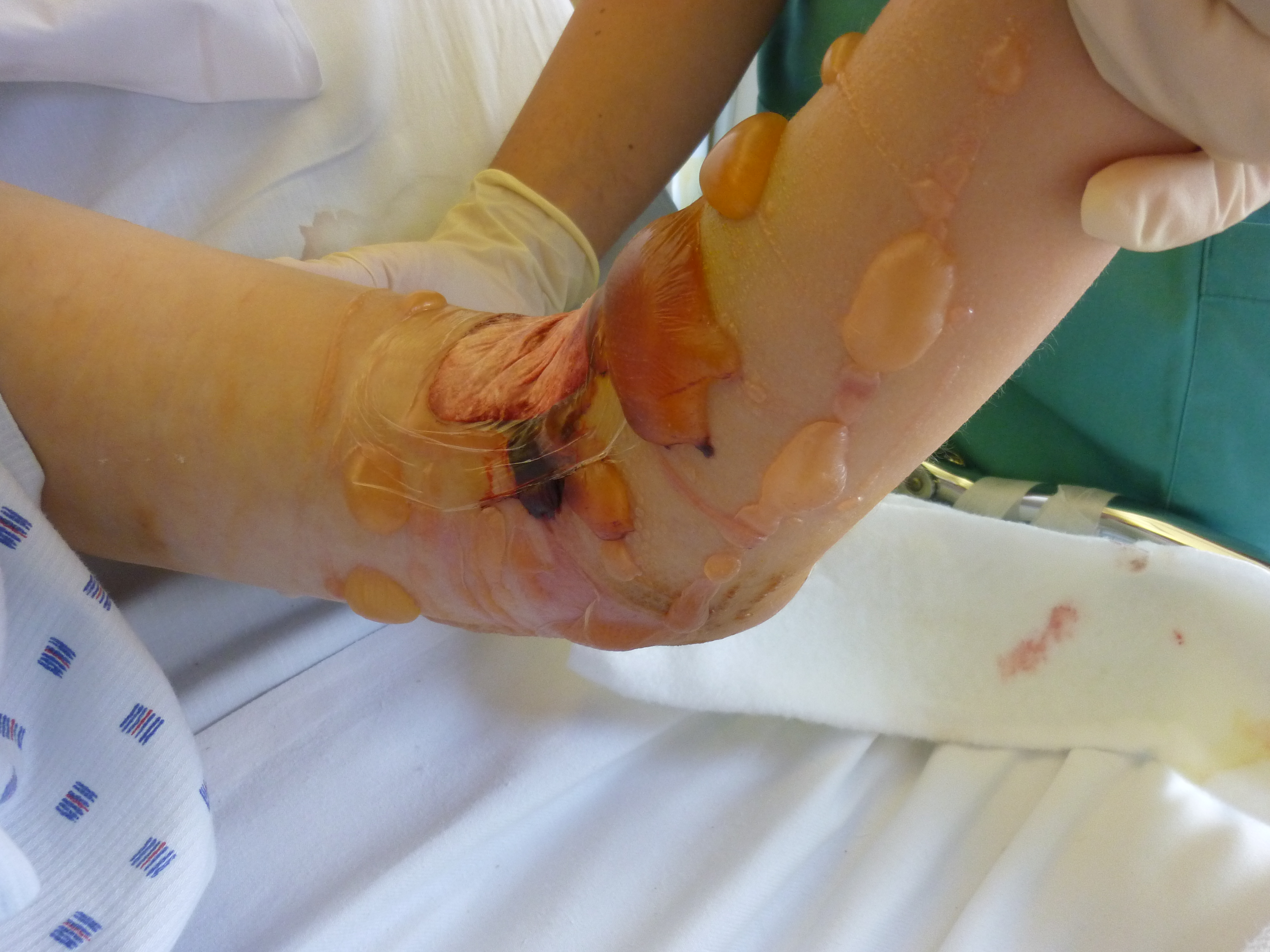
Síndrome compartimental agudo con formación de ampollas en el brazo de un niño

Hay cinco signos y síntomas característicos relacionados con el síndrome compartimental agudo: dolor, parestesia (reducción de la sensibilidad), parálisis, palidez y falta de pulso. El dolor y la parestesia son los primeros síntomas del síndrome compartimental.
Común
- Dolor: una persona puede experimentar un dolor desproporcionado con respecto a los hallazgos de la exploración física.[8]  Este dolor puede no aliviarse con medicamentos analgésicos fuertes. El dolor se agrava al estirar pasivamente el grupo muscular dentro del compartimento. Sin embargo, este dolor puede desaparecer en las últimas fases del síndrome compartimental.[16] El papel de la anestesia local en el retraso del diagnóstico del síndrome compartimental sigue siendo objeto de debate.[16]
- Parestesia (alteración de la sensibilidad): una persona puede quejarse de "alfileres y agujas", entumecimiento y sensación de hormigueo. Esto puede progresar hasta la pérdida de sensibilidad (anestesia) si no se interviene.[16]

Poco común
- Parálisis - La parálisis de la extremidad es un hallazgo raro y tardío. Puede indicar tanto una lesión nerviosa como muscular[16]
  - Palidez y ausencia de pulso - La ausencia de pulso rara vez se produce en los pacientes, ya que las presiones que provocan el síndrome compartimental suelen estar muy por debajo de las presiones arteriales. La ausencia de pulso solo se produce cuando hay una lesión arterial o durante las últimas fases del síndrome compartimental, cuando las presiones del compartimento son muy elevadas.[5] La palidez también puede ser consecuencia de una oclusión arterial.

### Crónico
Los síntomas del síndrome compartimental crónico por esfuerzo, (CECS por sus siglas en inglés), pueden consistir en dolor, tensión, calambres, debilidad y disminución de la sensibilidad.  Este dolor puede producirse durante meses, y en algunos casos durante años, y puede aliviarse con el reposo. También puede observarse una debilidad moderada en la región afectada. Estos síntomas son provocados por el ejercicio y consisten en una sensación de extrema tensión en los músculos afectados, seguida de una dolorosa sensación de ardor si se continúa con el ejercicio. Tras el cese del ejercicio, la presión en el compartimento disminuirá en unos minutos, aliviando los síntomas dolorosos.  Los síntomas se producirán a partir de un determinado umbral de ejercicio que varía de una persona a otra, pero que es bastante constante para un individuo determinado. Este umbral puede oscilar entre 30 segundos de carrera y 2-3 millas de carrera. El CECS se produce con mayor frecuencia en la parte inferior de la pierna, siendo el compartimento anterior el más frecuentemente afectado. El pie caído es un síntoma común del CECS.

### Complicaciones
Si no se alivia la presión, puede producirse la muerte de los tejidos (necrosis) en el compartimento anatómico afectado, ya que la capacidad de la sangre para entrar en los vasos más pequeños del compartimento (presión de perfusión capilar) disminuirá.  Esto, a su vez, conduce a un aumento progresivo de la privación de oxígeno de los tejidos que dependen de este suministro de sangre. Sin suficiente oxígeno, el tejido morirá. A gran escala, esto puede causar la contractura de Volkmann en las extremidades afectadas, un proceso permanente e irreversible. Otras complicaciones notificadas incluyen déficits neurológicos del miembro afectado, gangrena y síndrome de dolor regional crónico. La rabdomiólisis y la posterior insuficiencia renal también son posibles complicaciones.  En algunas series de casos, la rabdomiólisis se reporta en el 23% de los pacientes con SCA.

## Causas

### Agudo
El síndrome compartimental agudo (SCA) es una urgencia médica que puede desarrollarse tras lesiones traumáticas, como en accidentes de tráfico o actividades deportivas dinámicas, por ejemplo, una lesión grave por aplastamiento o una fractura abierta o cerrada de una extremidad. En raras ocasiones, el SCA puede desarrollarse tras una lesión relativamente leve, o debido a otro problema médico. La parte inferior de las piernas y los antebrazos son los lugares más frecuentemente afectados por el síndrome compartimental. También pueden verse afectadas otras zonas del cuerpo como el muslo, la nalga, la mano, el abdomen y el pie. La causa más común del síndrome compartimental agudo es la fractura de un hueso, más comúnmente la tibia. No hay diferencia entre el síndrome compartimental agudo originado por una fractura abierta o cerrada. El síndrome compartimental de la pierna se encuentra en el 2% al 9% de las fracturas de tibia. Está muy relacionado con las fracturas que afectan a la diáfisis tibial, así como a otras secciones de la tibia La lesión directa de los vasos sanguíneos puede provocar el síndrome compartimental al reducir el suministro de sangre a los tejidos blandos. Esta reducción del suministro de sangre puede provocar una serie de reacciones inflamatorias que promueven la hinchazón de los tejidos blandos. Dicha inflamación puede empeorar aún más con la terapia de reperfusión Dado que la capa de fascia que define el compartimento de las extremidades no se estira, una pequeña hemorragia en el compartimento, o la hinchazón de los músculos dentro del mismo, puede hacer que la presión aumente mucho. La inyección de fármacos por vía intravenosa, los yesos, la compresión prolongada de las extremidades, las lesiones por aplastamiento, el uso de esteroides anabólicos, el ejercicio vigoroso y las escaras de las quemaduras también pueden causar el síndrome compartimental. Los pacientes que reciben terapia anticoagulante tienen un mayor riesgo de sangrado en un compartimento cerrado.
El síndrome compartimental abdominal se produce cuando la presión intraabdominal supera los 20 mmHg y la presión de perfusión abdominal es inferior a 60 mmHg. Este proceso patológico se asocia a una disfunción orgánica y a múltiples fallos orgánicos. Hay muchas causas, que se pueden agrupar a grandes rasgos en tres mecanismos: primario (hemorragia interna e hinchazón); secundario (reposición enérgica de líquidos como complicación involuntaria del tratamiento médico de reanimación, que conduce a la formación aguda de ascitis y a un aumento de la presión intraabdominal); y recurrente (síndrome compartimental que ha vuelto a aparecer tras el tratamiento inicial del síndrome compartimental secundario).
Se han dado casos de síndrome compartimental asociados a hipotiroidismo.

### Crónico
Cuando el síndrome compartimental está causado por el uso repetitivo de los músculos, se conoce como síndrome compartimental crónico (SCC). No suele ser una emergencia, pero la pérdida de circulación puede causar daños temporales o permanentes a los nervios y músculos cercanos.
Un subconjunto del síndrome compartimental crónico es el síndrome compartimental crónico por esfuerzo (CECS), a menudo llamado síndrome compartimental inducido por el ejercicio (EICS). A menudo, el CECS es un diagnóstico de exclusión. El CECS de la pierna es una afección causada por el ejercicio que provoca un aumento de la presión tisular dentro de un compartimento anatómico debido a un aumento agudo del volumen muscular - hasta un 20% es posible durante el ejercicio. Cuando esto sucede, la presión se acumula en los tejidos y los músculos causando isquemia tisular. El aumento del peso del músculo reducirá el volumen del compartimento de los bordes de la fascia circundante y dará lugar a un aumento de la presión del compartimento. El aumento de la presión del tejido puede obligar a que el líquido se filtre al espacio intersticial (líquido extracelular), lo que lleva a una interrupción de la microcirculación de la pierna. Esta afección se produce comúnmente en la parte inferior de la pierna y en otros lugares del cuerpo, como el pie o el antebrazo. El CECS puede observarse en atletas que entrenan rigurosamente en actividades que implican acciones o movimientos repetitivos constantes.

## Fisiopatología
En un cuerpo humano normal, el flujo sanguíneo del sistema arterial (mayor presión) al sistema venoso (menor presión) requiere un gradiente de presión. Cuando este gradiente de presión disminuye, el flujo sanguíneo de la arteria a la vena se reduce. Esto provoca una acumulación de sangre y un exceso de líquido que se escapa de la pared capilar a los espacios entre las células de los tejidos blandos, lo que provoca una hinchazón del espacio extracelular y un aumento de la presión intracompartimental. Esta hinchazón de los tejidos blandos que rodean los vasos sanguíneos comprime aún más los vasos sanguíneos y linfáticos, lo que hace que entre más líquido en los espacios extracelulares, lo que provoca una compresión adicional. La presión sigue aumentando debido a la naturaleza no compatible de la fascia que contiene el compartimento. Este ciclo de empeoramiento puede acabar provocando una falta de oxígeno suficiente en los tejidos blandos (isquemia tisular) y la muerte del tejido (necrosis). El hormigueo y la sensación anormal (parestesia) pueden comenzar tan pronto como a los 30 minutos desde el inicio de la isquemia tisular y el daño permanente puede producirse tan pronto como a las 12 horas desde el inicio de la lesión incitante.

## Diagnóstico
El síndrome compartimental es un diagnóstico clínico, lo que significa que el examen del médico y los antecedentes del paciente suelen dar el diagnóstico. Aparte de los signos y síntomas típicos, la medición de la presión intracompartimental también puede ser importante para el diagnóstico. El uso de una combinación de diagnóstico clínico y mediciones seriadas de la presión intracompartimental aumenta tanto la sensibilidad como la especificidad del diagnóstico del síndrome compartimental. Se introduce un transductor conectado a un catéter 5 cm en la zona de la lesión. Una presión compartimental no inferior a 30 mmHg de la presión diastólica en una persona consciente o inconsciente se asocia con el síndrome compartimental. La fasciotomía está indicada en ese caso. Para los pacientes con presión arterial baja (hipotensión), una presión de 20 mmHg superior a la presión intracompartimental se asocia con el síndrome compartimental.  Los métodos no invasivos de diagnóstico, como la infrarrojoscopia cercana (NIRS), que utiliza sensores en la piel, resultan prometedores en entornos controlados. Sin embargo, con datos limitados en entornos no controlados, la presentación clínica y la presión intracompartimental siguen siendo el patrón de oro para el diagnóstico.
El síndrome compartimental crónico por esfuerzo suele ser un diagnóstico de exclusión, siendo el hallazgo distintivo la ausencia de síntomas en reposo. La medición de las presiones intracompartimentales durante la reproducción de los síntomas (por lo general, inmediatamente después de correr) es la prueba más útil. Los estudios de imagen (radiografía, TC, RM) pueden ser útiles para descartar los diagnósticos más comunes. Además, la RM ha demostrado ser eficaz para diagnosticar el síndrome compartimental crónico por esfuerzo. La duración media de los síntomas antes del diagnóstico es de 28 meses.

## Tratamiento

### Agudo

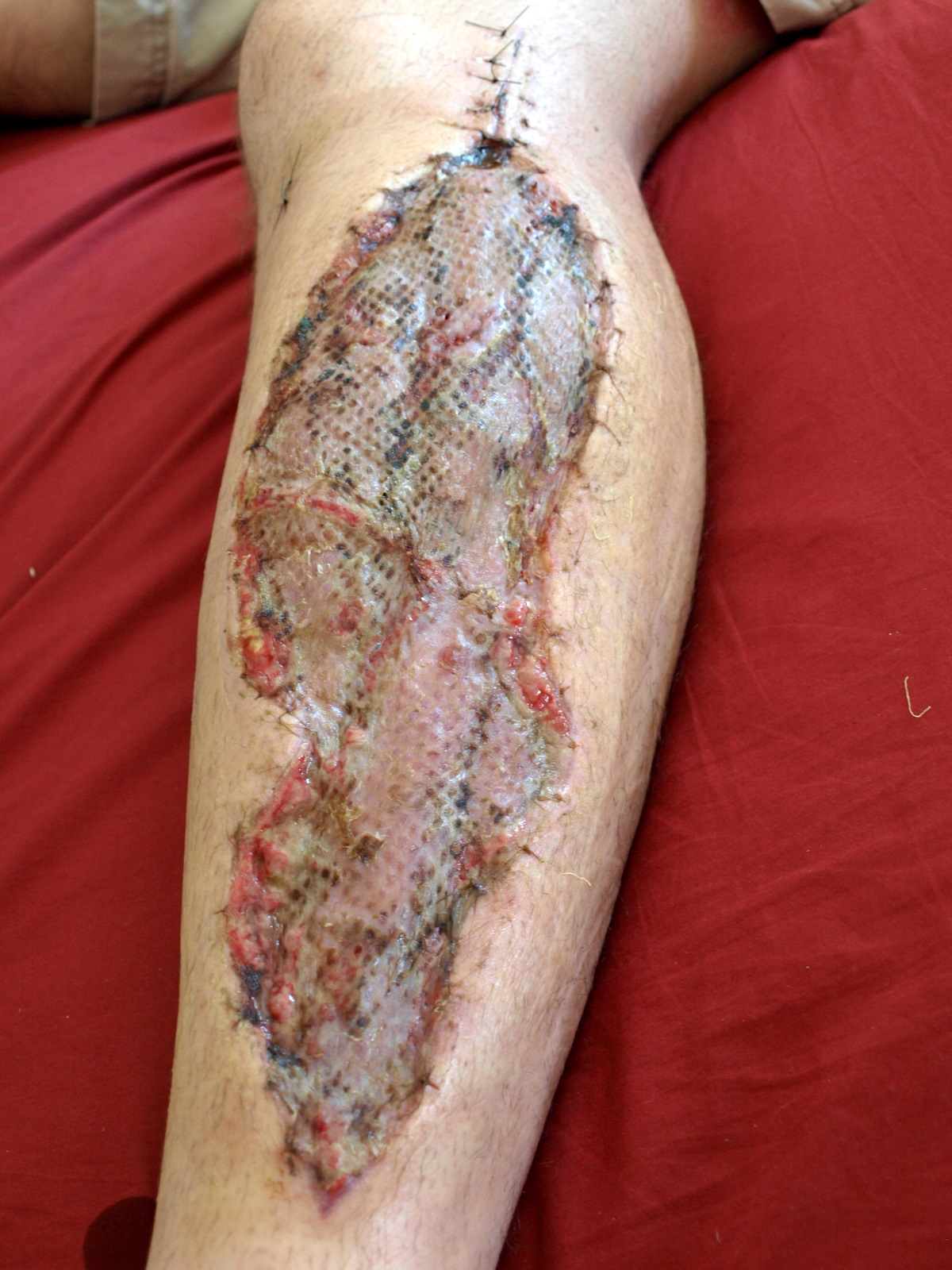
Uso de un injerto de piel para cerrar una herida de fasciotomía.

Debe retirarse cualquier compresión externa (torniquete, yesos ortopédicos o apósitos aplicados en la extremidad afectada). El corte de la escayola reducirá la presión intracompartimental en un 65%, seguido de una reducción de la presión de entre el 10 y el 20% una vez cortadas las almohadillas. Una vez retirada la compresión externa, la extremidad debe colocarse a la altura del corazón. Los signos vitales del paciente deben ser monitoreados de cerca. Si el estado clínico no mejora, está indicada la fasciotomía para descomprimir los compartimentos. Es necesario realizar una incisión lo suficientemente grande como para descomprimir todos los compartimentos. Este procedimiento quirúrgico se realiza dentro de un quirófano bajo anestesia general o local. El momento de cerrar la herida de la fasciotomía es objeto de debate. Algunos cirujanos sugieren que el cierre de la herida debe hacerse siete días después de la fasciotomía. Existen múltiples técnicas para el cierre del sitio quirúrgico, incluyendo la asistida por vacío y la de cordón. Ambas técnicas son métodos aceptables para el cierre, pero la técnica asistida por vacío ha dado lugar a un mayor tiempo de hospitalización. Puede ser necesario un injerto de piel para cerrar la herida, lo que complicaría el tratamiento con una estancia de hospitalización mucho más larga.

### Crónico
El tratamiento del síndrome compartimental crónico por esfuerzo puede incluir la disminución o la reducción del ejercicio y/o de las actividades extenuantes, el masaje, la medicación antiinflamatoria no esteroidea y la fisioterapia. El síndrome compartimental crónico en la parte inferior de la pierna puede tratarse de forma conservadora o quirúrgica. El tratamiento conservador incluye reposo, medicamentos antiinflamatorios y descompresión manual. Calentar la zona afectada con una almohadilla térmica puede ayudar a aflojar la fascia antes del ejercicio. Aplicar hielo en la zona puede provocar una mayor constricción de la fascia y no se recomienda hacerlo antes del ejercicio. Debe evitarse el uso de dispositivos que apliquen presión externa a la zona, como férulas, yesos y vendajes apretados. Si los síntomas persisten tras el tratamiento conservador o si una persona no desea abandonar las actividades físicas que le provocan los síntomas, el síndrome compartimental puede tratarse mediante una cirugía conocida como fasciotomía.
Un estudio militar estadounidense realizado en 2012 descubrió que enseñar a las personas con síndrome compartimental crónico por esfuerzo en la parte inferior de la pierna a cambiar su estilo de correr por una técnica de carrera con el antepié disminuía los síntomas en aquellos con síntomas limitados al compartimento anterior. Correr con un golpe de antepié limita el uso del músculo tibial anterior, lo que puede explicar el alivio de los síntomas en aquellos con síndrome compartimental anterior.
La terapia con oxígeno hiperbárico ha sido sugerida por informes de casos -aunque a partir de 2011 no se ha probado en ensayos de control aleatorios- como una terapia complementaria eficaz para las lesiones por aplastamiento, el síndrome compartimental y otras isquemias traumáticas agudas, al mejorar la curación de las heridas y reducir la necesidad de cirugía repetitiva.

## Pronóstico
Se ha informado de una tasa de mortalidad del 47% para el síndrome compartimental agudo del muslo. Según un estudio, la tasa de fasciotomía para el síndrome compartimental agudo varió entre el 2% y el 24%, lo que se debe a la incertidumbre y a las diferencias a la hora de etiquetar una afección como síndrome compartimental agudo. El factor pronóstico más importante en las personas con síndrome compartimental agudo es el tiempo transcurrido hasta el diagnóstico y la posterior fasciotomía. En las personas con un diagnóstico erróneo o tardío del síndrome compartimental agudo, puede ser necesaria la amputación de la extremidad para sobrevivir. Tras una fasciotomía, algunos síntomas pueden ser permanentes dependiendo de factores como el compartimento, el tiempo transcurrido hasta la fasciotomía y la necrosis muscular. La necrosis muscular puede producirse rápidamente, en las 3 horas siguientes a la lesión original en algunos estudios. La fasciotomía del compartimento lateral de la pierna puede provocar síntomas debidos a los nervios y músculos de ese compartimento. Estos pueden incluir caída del pie, adormecimiento a lo largo de la pierna, adormecimiento del dedo gordo, dolor y pérdida de la eversión del pie.

## Epidemiología
En una serie de casos de 164 personas con síndrome compartimental agudo, el 69% de los casos tenían una fractura asociada. Los autores de ese artículo también calcularon una incidencia anual del síndrome compartimental agudo de 1 a 7,3 por cada 100.000. Existen diferencias significativas en la incidencia del síndrome compartimental agudo en función de la edad y el sexo en el contexto de un traumatismo. Los hombres tienen diez veces más probabilidades de desarrollar SCA que las mujeres. La edad media del SCA en los hombres es de 30 años, mientras que la edad media es de 44 años en las mujeres. El síndrome compartimental agudo puede ocurrir con más frecuencia en individuos menores de 35 años debido al aumento de la masa muscular dentro de los compartimentos.  El compartimento anterior de la pierna es el sitio más común para el SCA.´